# Кирилин, Анатолий Владимирович
Анатолий Владимирович Кирилин (24 сентября 1947, Барнаул — 24 июля 2024) — русский прозаик, публицист, журналист.

## Биография
Анатолий Кирилин родился 24 сентября 1947 года в Барнауле, в поселке под названием Барачный. Там жили рабочие котельного завода, куда после войны пришел его отец, живший до призыва на Дальнем Востоке. Мать привезли после прорыва блокады из Ленинграда. Поначалу она с родителями квартировала на Косом взводе (район Горы) и каждое утро пешком ходила на работу до Котельного, километров за шесть-семь. Имущество семьи как и многих эвакуированных пропало в дороге. Поначалу жили в деревянном бараке. Когда будущему писателю шел девятый год, семья получила однокомнатную квартиру. Первый телевизор в подъезде из 15-ти квартир появился в их семье, и вечерами весь подъезд собирался у них в комнате на четырёх человек. В юности А. В. Кирилин играл на тромбоне в духовом оркестре, в русском народном оркестре — на балалайке, зарабатывал деньги игрой на баяне в пионерском лагере. Был журналистом, строителем, шабашничал.
После окончания средней школы в 1966 году работал корреспондентом краевого радио, затем на телевидении. В начале 1990-х гг. — корреспондент, ведущий и директор популярной независимой телекомпании «ТВ-Сибирь». Заочно окончил филологический факультет Барнаульского государственного педагогического университета. Первая публикация — рассказ на страницах газеты «Алтайская правда» в 1980 г. В 1984 году принимал участие в 8-м Всесоюзном совещании молодых писателей в Москве, где его рассказы получили высокую оценку известных мастеров слова, он получил рекомендацию в члены Союза писателей СССР.
Лауреат премии журналистского конкурса, объявленного краевым фондом поддержки Президента РФ (1993), литературной премии им. В. М. Шукшина (1999, 2014), премии главы администрации г. Барнаула (2000), премии Алтайского отделения Демидовского фонда (2003), премии главы администрации Алтайского края за лучшие творческие работы журналистов (2005), премии Алтайского края в области литературы, искусства, архитектуры и народного творчества (2012 г.). Анатолий Кирилин — лауреат двух краевых конкурсов на издание литературных произведений. По итогам конкурсов были изданы: книга прозы «Избранное» (2010), публицистика — «Письма из страны великого незнания» (2012). Награждён медалью «Защитнику свободной России» (1993). Член Союза писателей России с 1988 г. С 2012 года возглавлял Общественную Алтайскую краевую писательскую организацию.
Умер 24 июля 2024 года после продолжительной болезни в возрасте 76 лет.

## Книги
- Помаши мне из окна: рассказы / [предисл. Е. Гущина; худож. О. Алексеева]. — Барнаул: Алт. кн. изд-во, 1984. — 176 с. — Содерж.: Рыжий Сашка в вечернем освещении; Ледоход; В тот день светило солнце; Иванов круг; Под небом апреля и др.
- Чужая игра: повести, рассказы / [худож. Н. Мясников]. — Барнаул: Алт. кн. изд-во, 1987. — 222 с.: ил. — Содерж.: На белом коне; Салон красоты; Чужая игра: повести; Сиреневый палисад; Что там видел Егор?; Как под горкой, под горой: рассказы.
- Под небом апреля: повести, рассказы / [худож. В. Сергеев]. — М.: Современник, 1988. — 351 с. — (Новинки «Современника»). — Содерж.: Чужая игра; Под небом апреля: повести; рассказы: Сиреневый палисад; Охотники идут к зимовьям; Как под горкой, под горой; Помаши мне из окна; Возвращение и др.
- Homo ludens = Человек играющий: повести / в оформл. кн. использованы рис. П. Пикассо. — Барнаул: [ГИПП «Алтай»], 1999. — 271 с. — (Библиотека «Русские сны»). — Содерж.: Чужая игра; Homo ludens. Человек играющий.
- Повести / [худож. В. Котеленец]. — Барнаул: ОАО «Алт. полигр. комбинат», 2002. — 415 с., [1] л. портр. — (Библиотека «Писатели Алтая»; т. 11). — Содерж.: Чужая игра; Человек играющий. Homo ludens; Через игрока; Посуху и по воде.
- Под знаком Творца: роман. — Барнаул: б. и., 2003. — 336 с.: портр. — (Библиотека журнала «Алтай»).
- Семена для попугайчиков: роман [повести, рассказы]. — Новосибирск: Сова, 2005. — 320 с. — Содерж.: Родня и родина: повесть; Семена для попугайчиков: роман; Театральная сказка: повесть; рассказы: Егоркин, где ты?; Злое дитя; Вольная воля.
- Письма из страны великого незнания : очерки и заметки. — Барнаул, 2012 (Алтай). — 351 с.
- После гонга : рассказы, повести. — Барнаул, 2013 (Спектр). — 575 с. — Содерж.: Под небом апреля; От осени до осени; Посуху и по воде; Нулевой километр; Я ухожу: повести; рассказы : Рыжий Сашка в вечернем освещении; В тот день светило солнце; Новый дом, старые вещи ; Помаши мне из окна; Прелюдия для левой руки [и др.].
- Час выбора / А. В. Кирилин; С кем работать директору завтра? / Н. В. Храмцова: [сб. публицистич. очерков]. — Барнаул: Алт. кн. изд-во, 1985. — 112 с.

## Публикации в периодических изданиях и сборниках
- Чужая игра: повесть // Правила игры: новые имена в сов. прозе: сборник / сост. и авт. вступ. ст. А. Шавкута. — М., 1990. — С. 10-41.
- Городские повести // Алтай. — 1990. — № 1. — С. 24-63. — Содерж.: Жизнь моя…; Театральная сказка.
- Посуху и по воде: повесть // Сибирские огни. — 1991. — № 3. — С. 73-98. — Крат. биогр.
- В лугах занимается утро; Электрификация мира; После гонга: рассказы о доперестроечной жизни // Алтай. — 1995. — № 6. — С. 84-100: портр.
- У порога; Егоркин, где ты?; Злое дитя: рассказы // Барнаул. — 1997. — № 1/2. — С. 98-125.
- После гонга: рассказ // Библиотека «Писатели Алтая». — Барнаул, 1998. — Т. 1: Справочный том. — С. 195—204: портр. — Автобиогр.
- Чужая игра: повесть // Алтай. — 1998. — № 5. — С. 6-83: портр.
- Homo ludens. Человек играющий: повесть // Алтай. — 1999. — № 2. — С. 37-101.
- Дом на пустыре: рассказ // Алтай. — 2001. — № 1. — С. 108—114.
- Через игрока: повесть // Алтай. — 2001. — № 3. — С. 12-85: портр.
- Вольная воля: рассказ // Алтай. — 2001. — № 6. — С. 55-63.
- За Синей горой: повесть // Сибирские огни. — 2002. — № 3. — С. 3-69.
- Одиночество: рассказ // Алтай. — 2003. — № 3. — С. 103—107.
- Место под солнцем: повесть // Алтай. — 2003. — № 5. — С. 3-79: портр. — Крат. биогр.
- Семена для попугайчиков: роман // Алтай. — 2005. — № 3. — С. 3-77: портр.

## Статьи, очерки
- Балаган в храме // Алтайская правда. — 1988. — 13 дек.
- Размышления писателя об утрате понятия истинного гражданства.
- Багульник с берега Катуни // По совести говоря: очерки молодых литераторов. — М., 1989. — С. 397—412.
- Об экологических проблемах Горного Алтая, о проекте строительства Катунской ГЭС.
- Приключение в Уймоне / записала Л. Кузьмина // Свободный курс. — Барнаул, 1995. — 23-30 нояб. (№ 47). — С. 20: фото.
- Корысть Льва Коршунова // Алтай. — 1996. — № 3/4. — С. 5-12.
- Очерк о главе администрации Алтайского края Л. А. Коршунове.
- Эта беспощадная жизнь // Алтайская правда. — 1999. — 17 сент. — С. 6.
- О начальнике Кытмановских районных электросетей Н. Ф. Шевченко.
- Кто станет первым экстремистом? // Алтай. — 2002. — № 5. — С. 166—170.
- Ничего больше не нужно… : письмо из страны Великого Незнания // Два слова. — Барнаул. — 2007. — 18 апр. (№ 15). — С. 1, 17.
- Давай умрем в Чарышском! // Сибирские огни. 2019. — № 4. — С.

## Публицистические заметки
О литературной жизни
- Встречи на Пикете / подгот. С. Филатов // Бийск. — 1996. — № 4. — С. 24-27. — Из содерж.: Кирилин, А. «Уповать на то, что нам дадут заниматься любимым делом, — не стоит». — С. 26-27.
- Семинар молодых литераторов // Вестник культуры Алтайского края. — Барнаул, 2001. — № 2. — С. 20-21.
- Семинар в Барнауле прошел под руководством — секретаря Правления Союза писателей России Г. Иванова.
- Праздник с вопросами // Вестник культуры Алтайского края. — Барнаул, 2001. — № 4. — С. 23-24.
- О праздновании 50-летия Алтайской краевой писательской организации России с участием Г. Иванова.
- Летние литературные встречи // Вестник культуры Алтайского края. — Барнаул, 2002. — № 2. — С. 25-26.
- И вновь — «Сибирские Афины» // Вестник культуры Алтайского края. — Барнаул, 2003. — № 3/4. — С. 55.
- О 2-м Всесибирском семинаре молодых литераторов в Томске.
- Лауреаты муниципальной премии в области литературы // Барнаул. — 2003. — № 4. — С. 6-11. — Из содерж.: Внутреннее состояние / А. Кирилин. — С. 9-10.
- Покуда живы (непраздничные размышления после праздника) // Алтай. — 2004. — № 5. — С. 144—150.
- Шукшинские чтения-2004. Приводятся выдержки из выступлений В. Распутина, В. Личутина.
- Где-то далеко, в России-матушке… // Литературная газета. — 2006. — 6-12 дек. (№ 49). — Прил.: Алтай. — № 18.
- Воспоминания о Всесибирском семинаре молодых литераторов в Новосибирске (1982), о В. Бровкине, Е. Гаврилове.
- Сибирская волчица // Литературная газета. — 2007. — 21-27 февр (№ 7). — Прил.: Алтай. — № 1: фото.
- Воспоминания о встречах с писателями в Центральном Доме литераторов в Москве. В. Куницын, А. Шавкута, В. Башунов, А. Родионов и др.
- Писатель пописывает, издатель подсчитывает // Литературная газета. — 2007. — 21-27 марта (№ 11). — Прил.: Алтай. — № 2.
- Подмена понятий // Российская газета. — 2007. — 24 мая. — С. 10.
- Об истории славянской письменности и её исследователе Е. Курдакове.
- «Жалеть себя — себе дороже…» // Алтайская правда. — 2008. — 23 февр.
- О вечере памяти алтайского поэта В. Башунова.

О творчестве отдельных писателей
- Выбираю путь окольный // Свободный курс. — Барнаул, 1998. — 28 мая (№ 22). — С. 11.
- О сборнике стихов В. Башунова. «Полынья».
- Дух дикой ягоды сильней садовой: год назад, 5 июня, ушел из жизни известный сиб. писатель Е. Гущин / рис. Г. Буркова // Алтайская правда. — 2006. — 3 июня.
- «Не выходя из ворот…» // Алтайская правда. — 2000. — 18 марта.
- О книге стихов алтайского поэта Г. Жирова «Приглашение в Налобиху».
- Почему ошизели дожди? // Алтай. — 2003. — № 6. — С. 157—160.
- О сборнике стихов Г. Колесниковой «Пятое время года».
- Как писатель в службу занятости ходил // Алтайская правда. — 2002. — 1 марта. — С. 7: ил.
- Профессия писателя и трудовая книжка. На примере судьбы В. Котеленца.
- «Лечу себе, не ведая дороги…», или «Кораблики в унитазе»: о кн. В. Токмакова «Боязнь темноты. Письма сумасшедшего» // Вечерний Барнаул. — 1999. — 24 нояб.: ил.
- Новый призыв ассенизаторов // Алтай. — 2002. — № 4. — С. 166—169.
- Размышления о современном обществе, литературе, в том числе о книге В. Токмакова «Детдом для престарелых убийц».
- Василий Шукшин: сегодня в школе // Алтайская правда. — 2009. — 22 янв.
- Красная книга любви // Алтайская правда. — 2008. — 25 апр. — С. 20.
- О книге В. Слободчикова «Красная книга любви».
- Слово, отзовись! // Алтайская правда. — 2008. — 23 апр. О сборнике стихов Н. Михеева «Свет уходящего солнца», лауреате Демидовской премии.
- Честь имею…: писателю Э. Прутковскому исполнилось бы 60 лет // Алтайская правда. — 2008. — 26 апр.

## Интервью
- «Телевидение я ненавижу…» / беседу вела И. Чанцева // Свободный курс. — Барнаул, 1992. — Нояб. (№ 45). — С. 14: фото.
- Год, и два, и три, что ни говори, а выходит на экраны телепрограмма «Сибирь» / беседу вела О. Шевчук // Алтайская правда. — 1993. — 4 февр.
- «Читателя нельзя кормить одними пирожными»: [беседа с А. Кирилиным — директором независимого информ. агентства «S-пресс»] / вела Е. Старухина // Вечерний Барнаул. — 1996. — 13 янв.: портр.
- Ваше время истекло… // Алтайская правда. — 2003. — 29 авг.: фото.
- 10 лет назад прекратила выход в эфир независимая телекомпания «ТВ-Сибирь» (1989-93 гг.).
- «Зритель ценит личность»: [беседа с А. Кирилиным — генер. директором барнаульск. телекомпании АТН] / вел Е. Берсенев // Честное слово. — 2006. — 12 апр. — С. 16: цв. портр.
- Тайна третьей кнопки: рассуждения писателя о барнаульск. ТВ // Свободный курс. — Барнаул, 2007. — 4 янв. (№ 1). — С. 4: фото.